# Maszuk (Syria)
Maszuk (arab. معشوق) – miejscowość w Syrii, w muhafazie Al-Hasaka. W 2004 roku liczyła 2947 mieszkańców.